# 仁多㖫丁
仁多㖫丁（11世纪？—1084年），又作仁多嵬丁，西夏官员，夏惠宗时军事首领，党项族。
仁多㖫丁担任监军。凶狠狡黠用事，常率兵在夏国西南边境，出入兰州。夏宋安塞之役时为主谋，宋神宗曾经招募人捉他，没有成功。大安七年（1081年），率军与宋将李宪争夺南牟城，兵败。大安九年（1083年）十一月，谋攻宋朝，遣宥州心腹投奔宋军为内应，计谋未成。大安十年十月，率兵十万入泾原，纵火焚烧草积，百姓死者甚众，围第十六堡，久攻不下。为宋将卢扼住归路，兵败，战死。其子仁多楚清。